# Bilel Aloui
Bilel Aloui, né le 29 août 1990, est un athlète handisport tunisien malvoyant.
Il représente la Tunisie aux Jeux paralympiques d'été de 2016, qui se tiennent à Rio de Janeiro au Brésil, et y remporte la médaille de bronze dans l'épreuve masculine du 5 000 mètres T13. Il participe également à l'épreuve masculine de 1 500 mètres T13, où il termine à la sixième place.
Aux championnats du monde 2017 qui se tiennent à Londres au Royaume-Uni, il y remporte la médaille d'argent dans l'épreuve masculine du 5 000 mètres T13,.